# کلیدر (نیشابور)
کلیدر، از توابع بخش سرولایت شهرستان نیشابور استان خراسان رضوی ایران است.

## موقعیت
این روستا واقع در ۹۰ کیلومتری شمال غربی شهرستان نیشابور و در آخرین سرحدات رشته کوه بینالود واقع شده‌است.

## جمعیت
این روستا از توابع بخش سرولایت بوده و بر اساس سرشماری سال ۱۳۸۵ جمعیت آن (۱۳۹ خانوار) ۴۵۷ نفر بوده‌است.